# Малые противолодочные корабли проекта 11451
Малые противолодочные корабли проекта 11451 «Сокол», кодовое обозначение НАТО — Mukha class corvette — тип малых противолодочных кораблей на подводных крыльях.
Относятся к кораблям 4-го ранга.
Серийное производство этих кораблей стало возможным после разработки, постройки и практических испытаний опытного корабля «Александр Кунахович» проекта 1141.

## Конструкция
Корабли проекта 11451 технически несколько отличались от опытного корабля:
- двигатель состоит из двух газотурбинных установок ГТУ М10Д мощностью по 20 000 л. с., и одной ГТУ М16 мощностью 10 000 л. с. (обеспечивает малый и задний ход) с двухскоростным редуктором;
- вместо двух бортовых рулей установлен один средний, что улучшило управляемость при ходе на крыльях;
- изменена геометрия носового и кормового крыльевых устройств, что позволило снизить сопротивление движению корабля;
- для обеспечения маневрирования на малом ходу установлены две кормовые выдвижные поворотные колонки и носовое подруливающее устройство;
- торпедные аппараты перенесены в корму и сделаны поворотными;
- вместо носовой артиллерийской установки (АУ) АК-630М установлена АУ АК-176;
- предусмотрена установка гидроакустического комплекса (ГАК) «Звезда М1-01» с увеличенной дальностью обнаружения подводных лодок и глубиной погружения антенны до 200 метров.

Всего было построено три корабля, зав.503 в составе ВМС Украины, официально на вооружение не принят.

## Назначение
Корабли предназначались для выполнения следующих задач:
- Обеспечение развёртывания сил флота, в том числе РПКСН (исключение вероятности их уничтожения подводными лодками противника при выходе из базы).
- Охрана военно-морских баз.
- Охрана ударных кораблей и конвоев, поиск и уничтожение подводных лодок противника в прибрежных районах.

## Тактика применения
Особенностями МПК были высокая скорость, опускаемая гидроакустическая станция (ОГАС) с большой дальностью действия, мощные средства уничтожения подводных лодок. Эти особенности позволяли кораблю в составе поисково-ударной группы из 3-4 единиц осуществлять скачкообразный (вертолётный) поиск подводных лодок. При этом корабль в течение короткого времени обследует акваторию с помощью антенны ОГАС, работающей на сто́пе и спускаемой на глубину наилучшего прохождения гидроакустического сигнала (до 200 метров). Закончив обследование выбранного участка, МПК, подняв антенну, на высокой скорости переходит на новую расчётную точку наблюдения.
Средняя поисковая скорость при этом заметно выше, чем у кораблей противолодочной обороны (ПЛО) с обычными подкильными антеннами ГАС.
Первый корабль установивший контакт с подводной лодкой берёт на себя функции наводящего и обеспечивает непрерывную выдачу координат цели атакующим кораблям.
Предполагалось, что корабль сможет успешно решать задачи борьбы с подводными лодками (ПЛ) противника на удалении до 200 миль от берега.

## Вооружение
- 1 × 1 × 76-мм АК-176М
- 1 × 6 × 30-мм АК-630М
- 2 × 4 × 400-мм ТА ТР-224

## Представители проекта
Цвета таблицы:

 Белый — не достроен или утилизирован не спущенным на воду

 Зелёный  — действующий в составе ВМФ России

 Жёлтый  — действующий в составе иностранных ВМС или как гражданское судно

 Синий  — находится в ремонте или на модернизации

 Красный  — списан, утилизирован или потерян
| Название             | Зав. № | Дата закладки | Спуск на воду | Включение в состав ВМФ | Примечания                                                                                              |
| -------------------- | ------ | ------------- | ------------- | ---------------------- | --- |
| МПК-215              | 501    | 17.04.1982    | 08.08.1987    | 31.12.1987 (ЧФ)        | Списан 15.03.2001, разобран на металл                                                                   |
| МПК-220 «Владимирец» | 502    | 12.05.1984    | 20.08.1990    | 30.12.1990 (ЧФ)        | Выведен из состава флота в 2014 году, находится в отстое в Севастополе. Отправлен на утилизацию в 2021. |
| «Луганск»            | 503    | 1989          |               |                        | Строился для ВМС Украины. На 2007 год готовность оценивалась в 98 %.                                    |
| «Львів»              | 504    | 1990          |               |                        | строился для ВМС Украины. На 2014 год готовность оценивалась в 95 %.                                    |

## Современное состояние
По состоянию на 2013 год МПК-220 «Владимирец» находился вне боевого состава ВМФ РФ, но до 2014 года числился в списках ЧФ. Приказом Командующего ЧФ от 9 февраля 2016 года переведён из категории «вооружение и военная техника» в категорию «военное имущество».
По информации появившейся в октябре 2014 года, Феодосийский завод «Море» может достроить для ВМФ России находящиеся в высокой степени готовности на территории завода два недостроенных МПК проекта «Сокол» (заводские 503 и 504), в связи с чем отправил соответствующее обращение в Минобороны РФ. Однако Черноморский флот РФ официально заявил об отсутствии необходимости в кораблях этого проекта, что скорее всего повлечёт разбор недостроенных МПК.